# Statens historiska museum
Statens historiska museum (även Historiska museet) är ett svenskt statligt arkeologiskt, kulturhistoriskt och konsthistoriskt museum i Stockholm. Museet innehåller de centrala statliga samlingarna av föremål från Sveriges forntid och medeltid samt kyrklig konst från nyare tid. Historiska museet ingår i myndigheten Statens historiska museer. Historiska museet grundades som ett modernt museum 1866 av Bror Emil Hildebrand.
Historiska museet flyttade 1943 in i de nuvarande lokalerna vid korsningen Narvavägen/Linnégatan i stadsdelen Östermalm. Byggnaden är ritad av Bengt Romare och Georg Scherman.
Prefixet ”SHM” i ett inventarienummer i museikataloger och annan facklitteratur anger att föremålet tillhör Statens historiska museums samlingar. Numreringen är löpande; SHM 1 är ett relikvarium, det så kallade Elisabethrelikvariet som troligen har innehållit en relik från ett helgon.

## Byggnaden

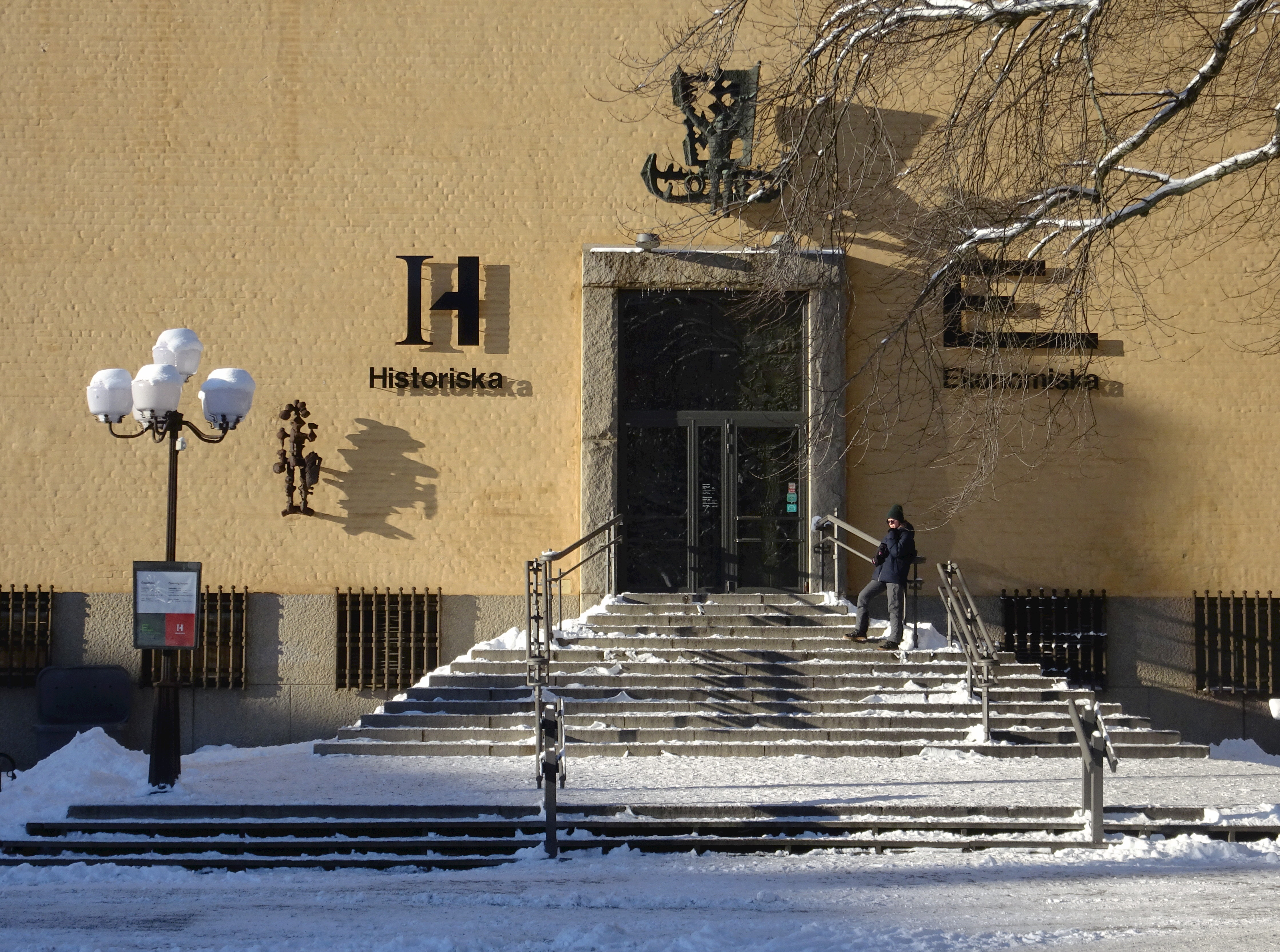
Bronsporten till Historiska museet, Historiens portar (1939–1952), är skapad av skulptören Bror Marklund. Fasaden är stram och entrésidan är dekorerad med skulpturer av Bror Marklund samt relief i brons ovanför (1959) och fyra fasadskulpturer i järn (1960).

Historiska museet i Stockholm ligger i kvarteret Krubban som förvärvades av Kronan år 1804. Regementsbyggnaderna ritades av arkitekt Fredrik Blom och uppfördes i etapper 1805–1818. Museets samlingar tillhörde tidigare Kungliga Vitterhets Historie och Antikvitets Akademien och inrymdes från 1866 på Nationalmuseum, men för att råda bot mot mångårig trångboddhet föreslogs 1929 att kasernerna vid Storgatan kunde vara lämpliga lokaler för ett separat historiskt museum.
Byggnadsstyrelsen anordnade 1930 en arkitekttävling om om- och nybyggnad för museet. Ingen fick första pris, men andrapriset vanns av Bengt Romare och Georg Scherman samt ingenjören Gösta Nilsson för förslaget ”Nytt och gammalt”. De fick i uppdrag att vidareutveckla förslaget i samarbete med Byggnadsstyrelsen och Riksantikvarieämbetet. Byggnaden har olika stilinfluenser. Det ursprungliga funkisförslaget modifierades. Byggnaderna blev en balanserad kompromiss mellan modernism och nyklassicism och man ser påverkan från Stockholmsutställningen 1930. Man ser också inflytande från medeltida byggnader och den då aktuella svenska klassicismen.
Den nya museibyggnaden har karaktär av en sluten borg. Fyra längor i två respektive tre våningar omsluter en stor rektangulär gård med gräsmatta och en damm i västra änden. Det var tänkt att gårdsrummet skulle kunna användas för historiska skådespel och andra arrangemang. Gården gav också tillräckligt med dagsljus till utställningshallarna.
Två små gårdar avgränsas av de tre flyglar som förbinder museibyggnaden med kasernen. Rosengården, som är belägen mellan de östra flyglarna, är ett omsorgsfullt planerat uterum som används av museets servering under sommarmånaderna. Fasaden är stram och entrésidan är dekorerad med skulpturer av Bror Marklund från 1950-talet. Entrén har tunga bronsportar med scener från hedendom till medeltid, och som även de är utförda av Bror Marklund. I juli 1938 utlyste Historiska museet en tävling om bronsportar till byggnaden, där Bror Marklund vann tävlingen över 42 konkurrenter. Han blev därmed en av sin samtids mest berömda konstnärer.
Byggnaden förekommer exteriört, men troligen även interiört, i filmen "Änglar, finns dom?" och föreställer där banken som Jarl Kulle och Sigge Fürst arbetar på.

## Guldrummet
Tack vare bidrag från Knut och Alice Wallenbergs Stiftelse skapades Guldrummet i museets källarplan 1994. Under den stora gården har ett stort betongvalv sprängts ner. Här ryms guldutställningen, ett servicerum för klimatstyrning och magasin. Vid byggnationen har man använt inhemska material, till exempel skurad kalksten och skuren diabas i golv och pelare.
I Guldrummet finns tre unika guldhalskragar från folkvandringstiden (350–500 e.Kr.), silverhängen från vikingatiden, ädelstensbeprydda relikskrin från medeltiden och andra fantastiska föremål. De tre guldhalskragarna som upphittats är den treringade Ållebergskragen från Karleby socken, Västergötland, den femringade Färjestadskragen i Torslunda socken på Öland och den sjuringade Mönekragen från Möne socken i Västergötland. De är tillverkade under 400-talet eller omkring år 500. Sveriges största bevarade guldskatt och tillika Nordens största guldskatt i rent guld, Timboholmsskatten, hittades år 1904 på Timboholms ägor, några kilometer öster om Skövde i Västergötland. Guldet var av 23–24 karat och varmt gyllengult. Förmodligen hade romerska guldmynt, solidi, smälts ner och formats om till de ringar och tackor som ingick i fyndet. I Historiska museets samlingar finns 52 kg guld och mer än 200 kg silver, varav mycket finns utställt i Guldrummet, där det finns 3 000 föremål.

## Några bilder på föremål i Guldrummet

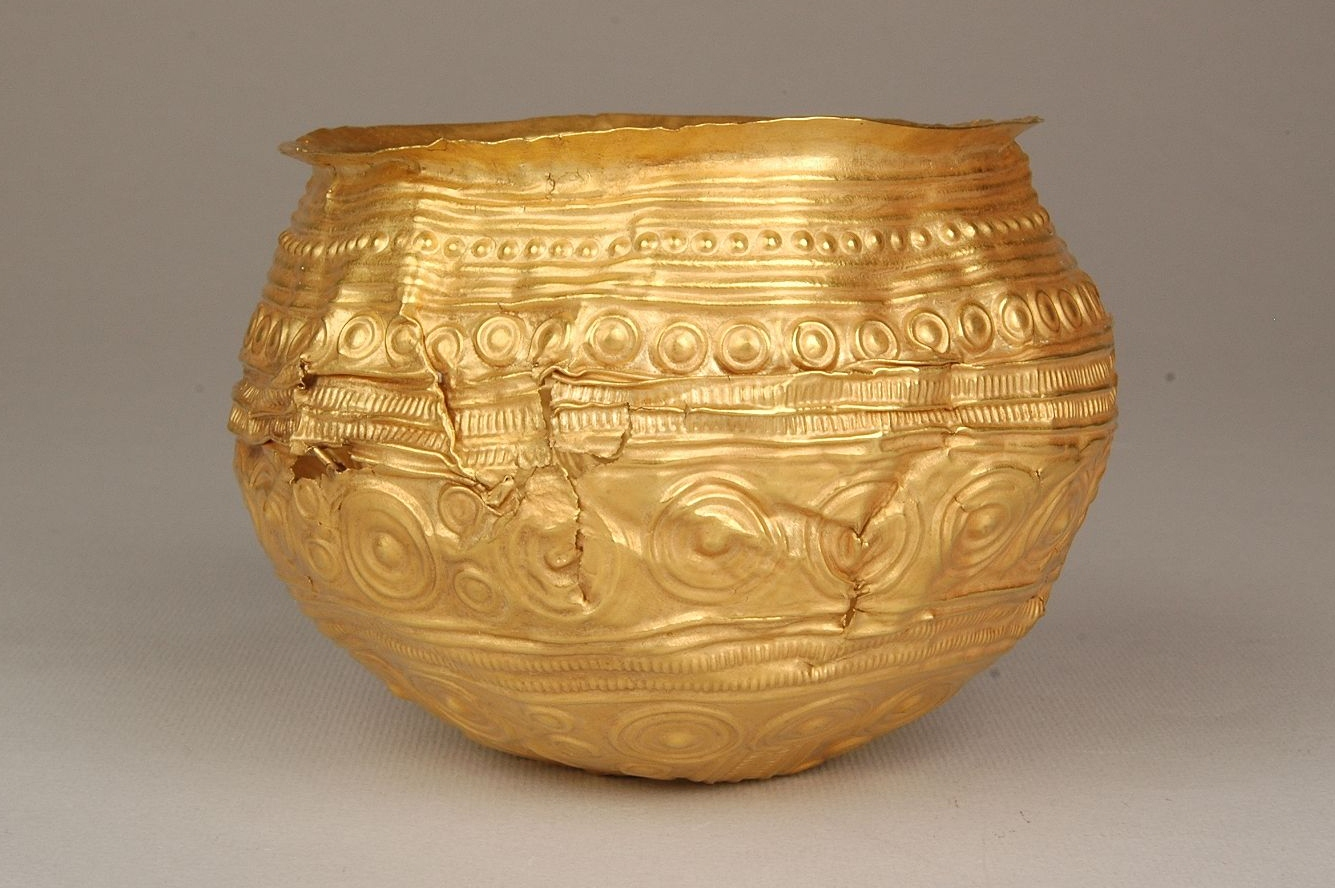
Blekingeguldskålen tillverkade av papperstunn guldplåt, dateras till 1100-900 f.Kr.
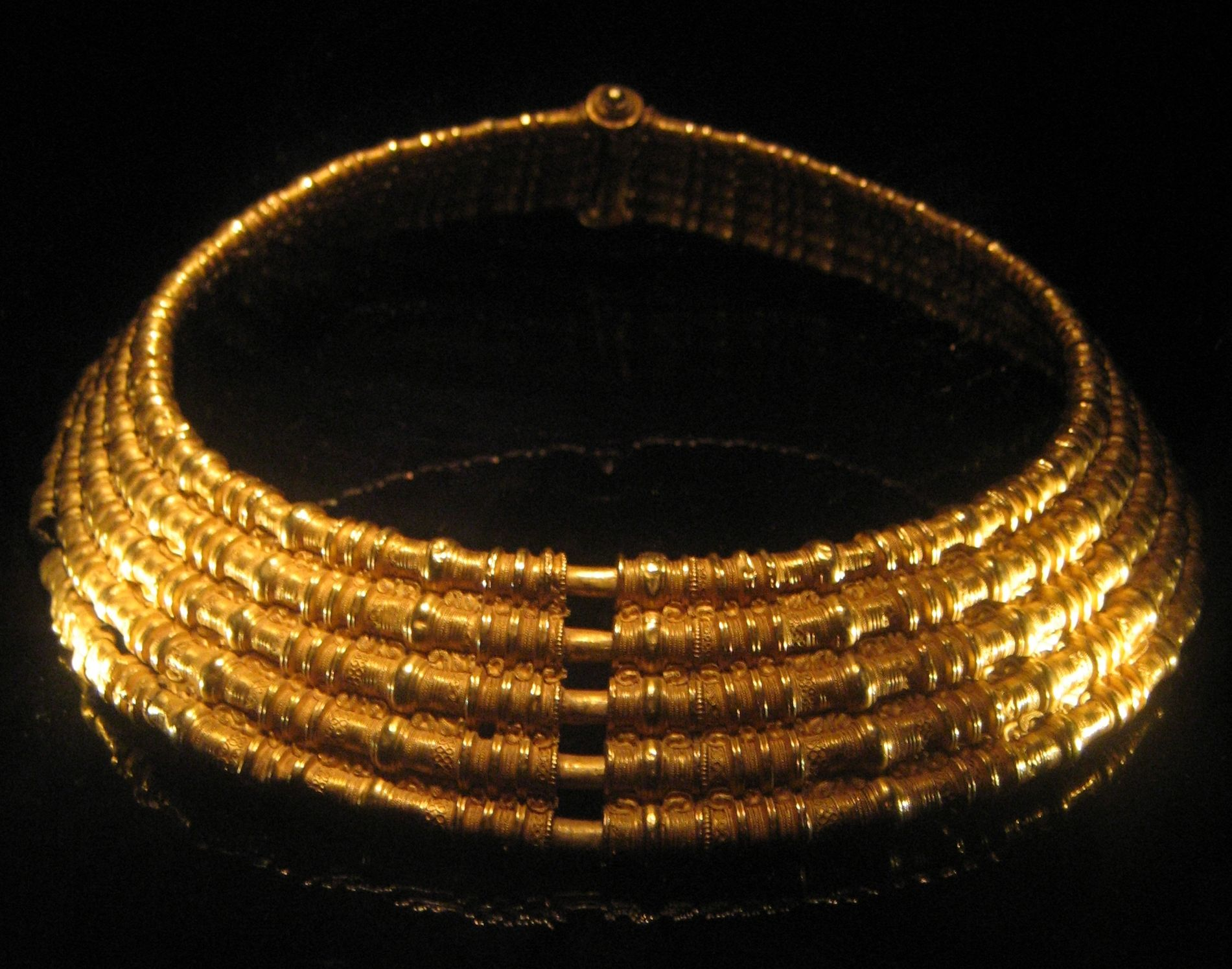
Den femringade guldhalskragen, Färjestadskragen från Färjestadens gård, Torslunda socken, Öland.
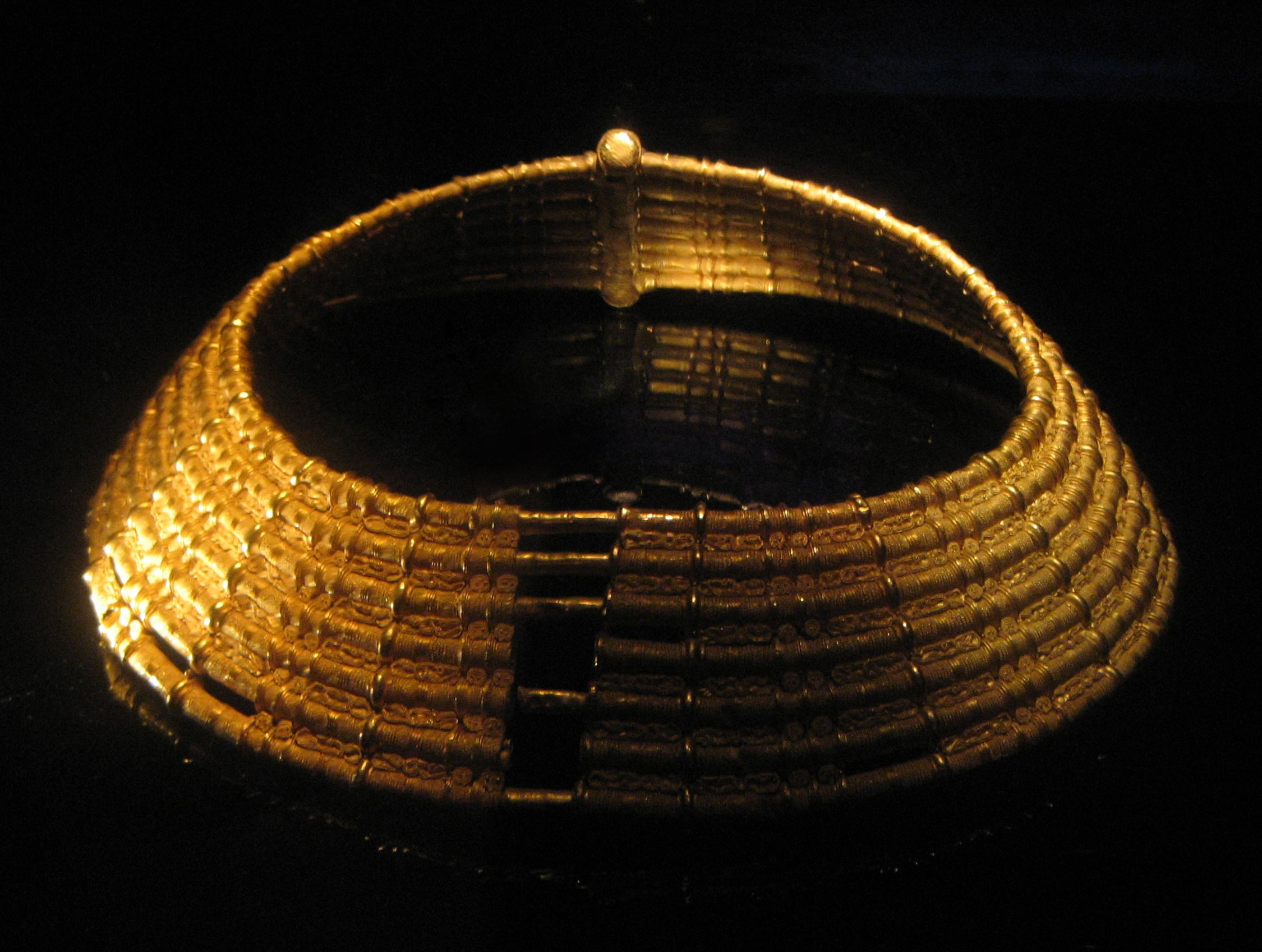
Den sjuringade guldhalskragen, Mönekragen från Möne socken i Västergötland.
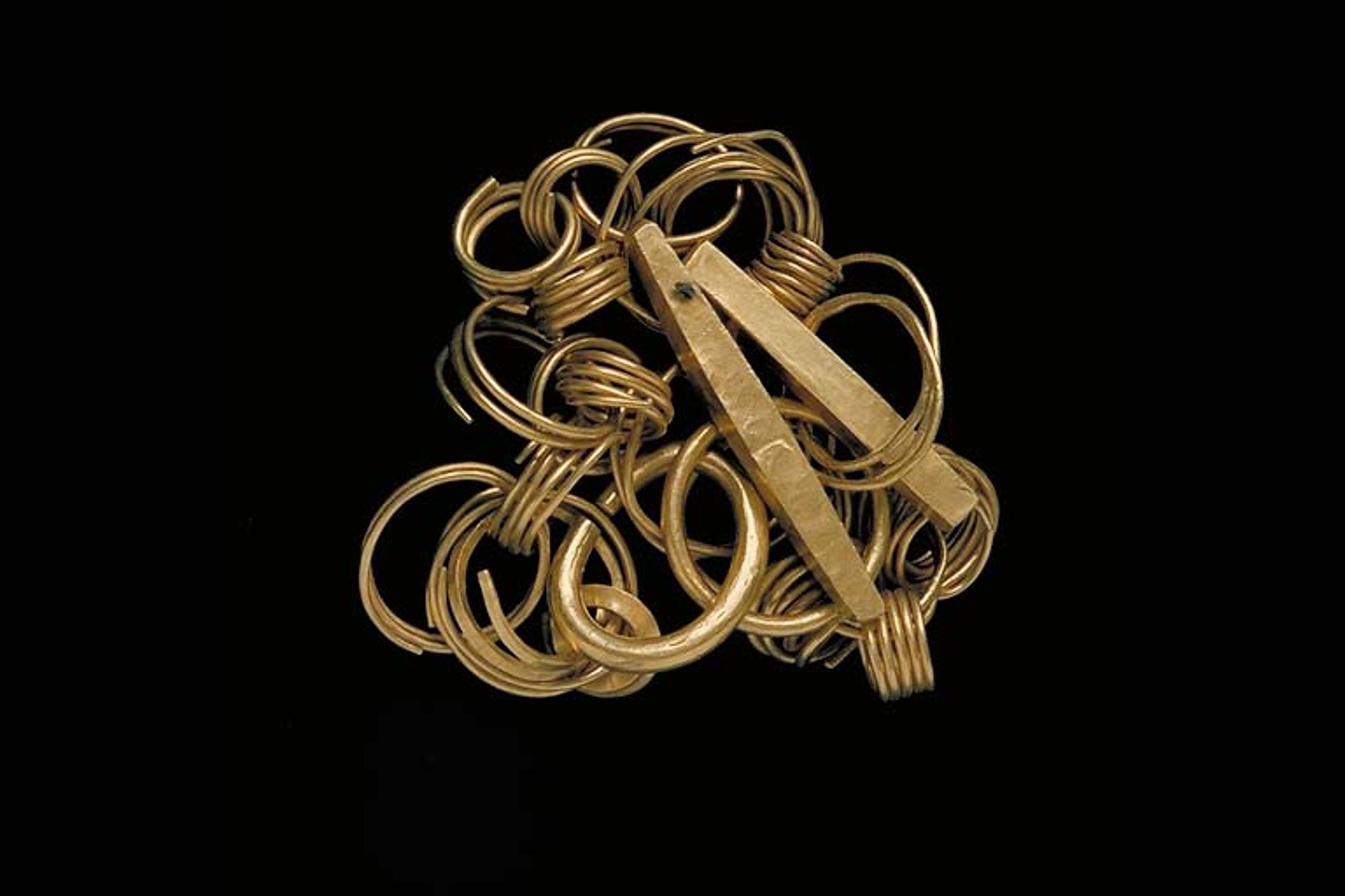
Timboholmsskatten
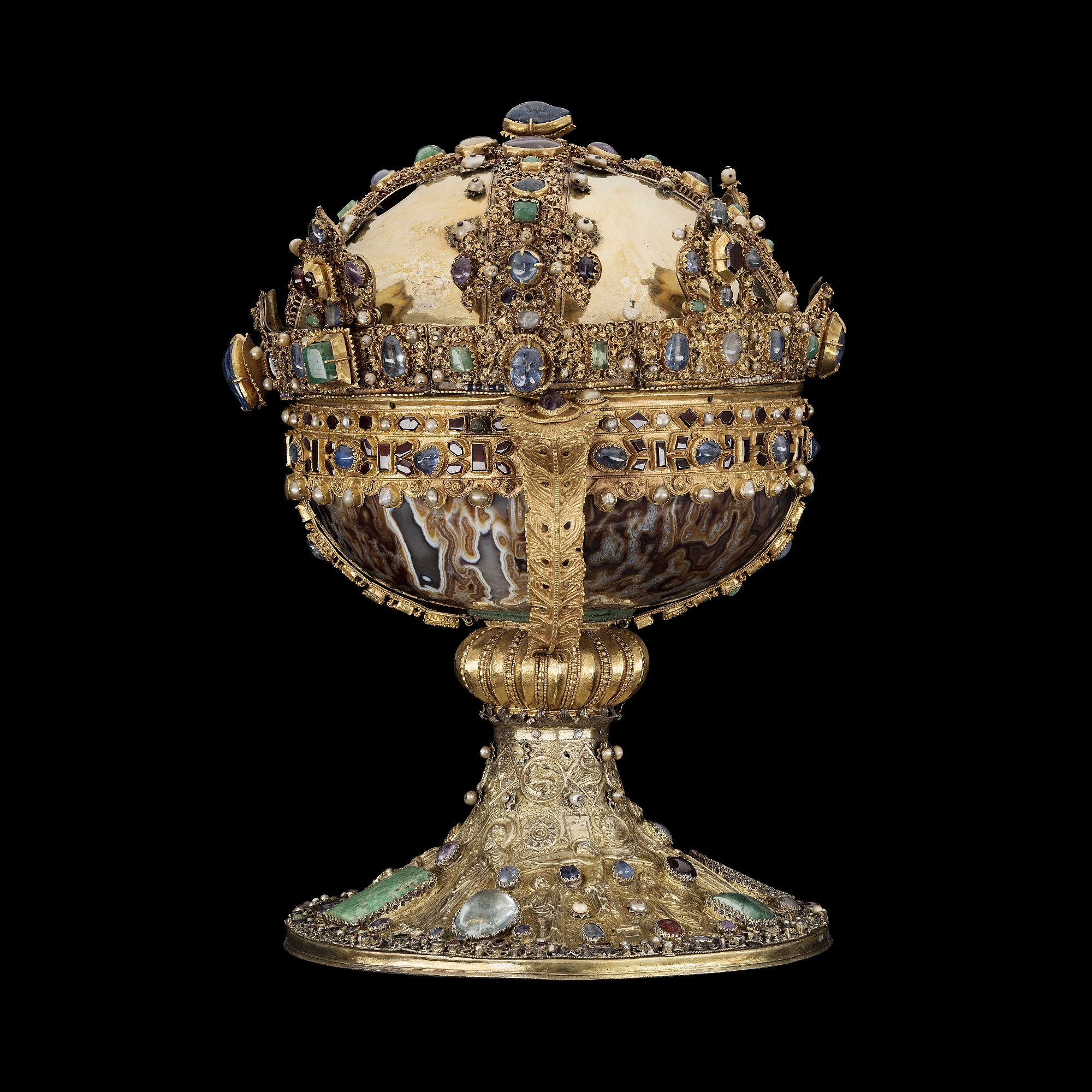
Elisabethrelikvariet

## Historik

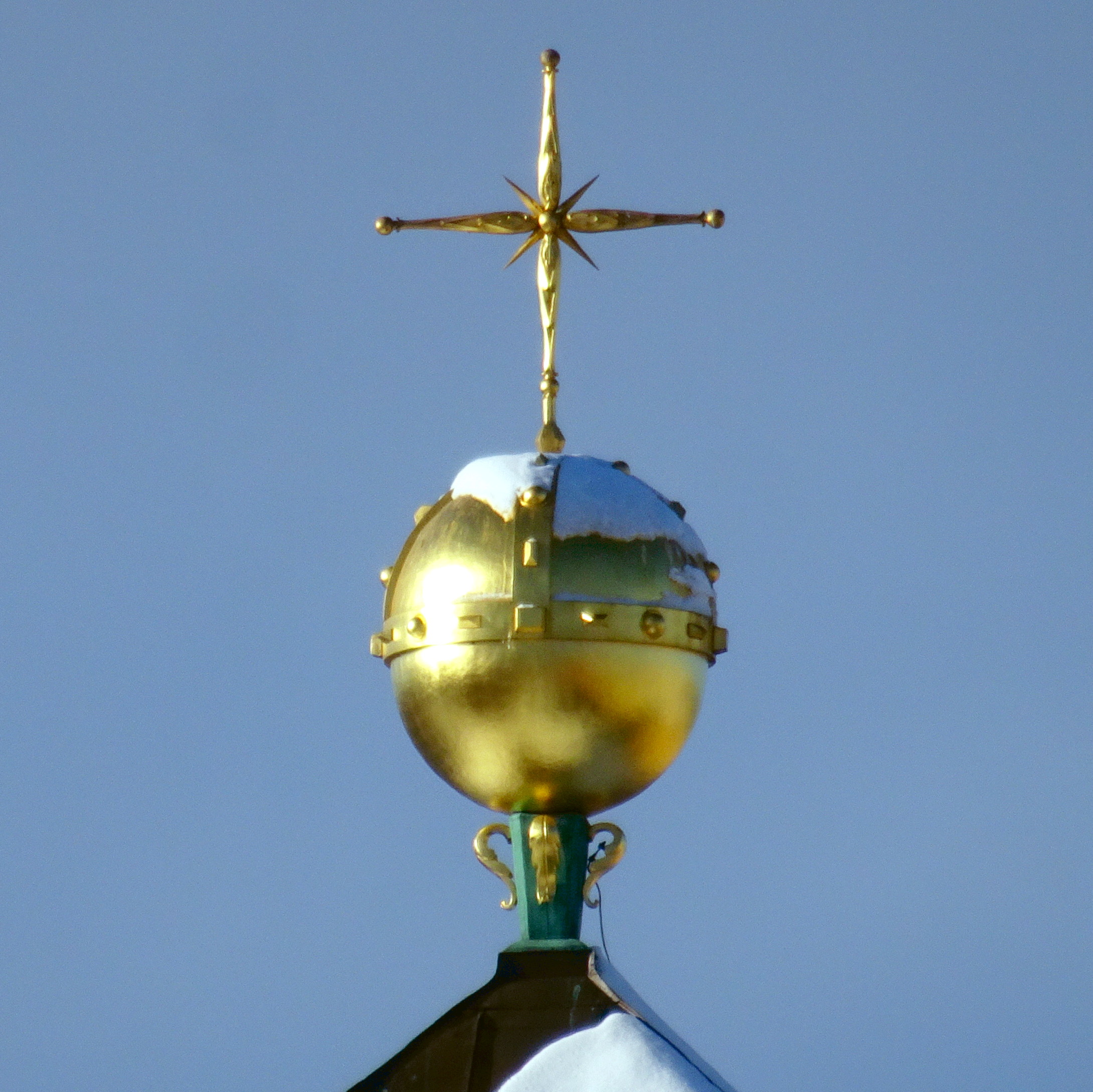
Riksäpplet på museets torn.

Historiska museets samlingar har sin grund i den så kallade Antikvitetssamlingen som kan spåras tillbaka till 1600-talet. Samlingen förvaltades av Antikvitetskollegiet när detta inrättades i Uppsala 1666. En av dess uppgifter var att samla in fornsaker. När Kungl. Vitterhets Historie och Antikvitets Akademien (KVHAA) grundades i Stockholm av Gustav III 1786 flyttades Antikvitetssamlingen dit.
När Bror Emil Hildebrand blev riksantikvarie på 1830-talet började han att systematiskt organisera de runt 2 800 föremål som fanns i samlingen. Endast 705 av föremålen var jordfynd. I kontrast till Historiska museets nuvarande samlingsområden innehöll samlingen mest föremål från 1500-talet och framåt, i synnerhet guld- och silverföremål och sigillstampar. Många av landets värdefullaste arkeologiska föremål finns i museets samlingar och anledningen till detta är att år 1684 kom ett Fyndplacat som stadgade att alla fynd av guld, silver och koppar skulle erbjudas staten för inlösen.
Under 1800-talet växte samlingen av fornfynd till stor del genom olika gåvor och inköp, men ökningen av antalet arkeologiska undersökningar från slutet av 1800-talet och framåt bidrog till att samlandet kom att fokuseras mer och mer på de föremål som togs tillvara vid dessa undersökningar. Museet bedrev samtidigt en forskning av grundläggande betydelse för den arkeologiska vetenskapen. Under denna tid blev även de medeltida konstsamlingarna, som intar en rangplats i Europa, främst genom de kyrkliga föremålen, mycket omfattande. Insamlingen av kyrkliga konstföremål och inventarier från församlingar skedde till stor del som konsekvens av de omfattande kyrkorenoveringar som företogs i Sverige under denna period.
1919 skedde en gemensam reglering av samlingsområdena på Historiska museet, Nationalmuseum, Livrustkammaren och Nordiska museet som resulterade i Historiska museets fokus på Sveriges historia fram till 1500-tal utifrån arkeologiskt material, samt medeltida och efterreformatorisk kyrklig konst. Tidsbegränsningen har nu lyfts bort, och arkeologiska föremål från senare tidsperioder samlas in. Idag uppskattas samlingarna innehålla ungefär 10 miljoner individuella föremål.
Samlingarna fanns i olika byggnader över åren fram till 1865: Slottet Tre kronor, Antikvitetskollegiets lokaler på Helgeandsholmen, Stockholms slott, Ridderstolpska huset vid Skeppsbron. År 1865 flyttades museet till det nybyggda Nationalmuseum, där bottenvåningen innehöll de arkeologiska samlingarna. Den nuvarande byggnaden på Narvavägen stod klar 1939, och den första utställningen Tiotusen år i Sverige kunde öppna 1943.

## Viktiga fynd i museet

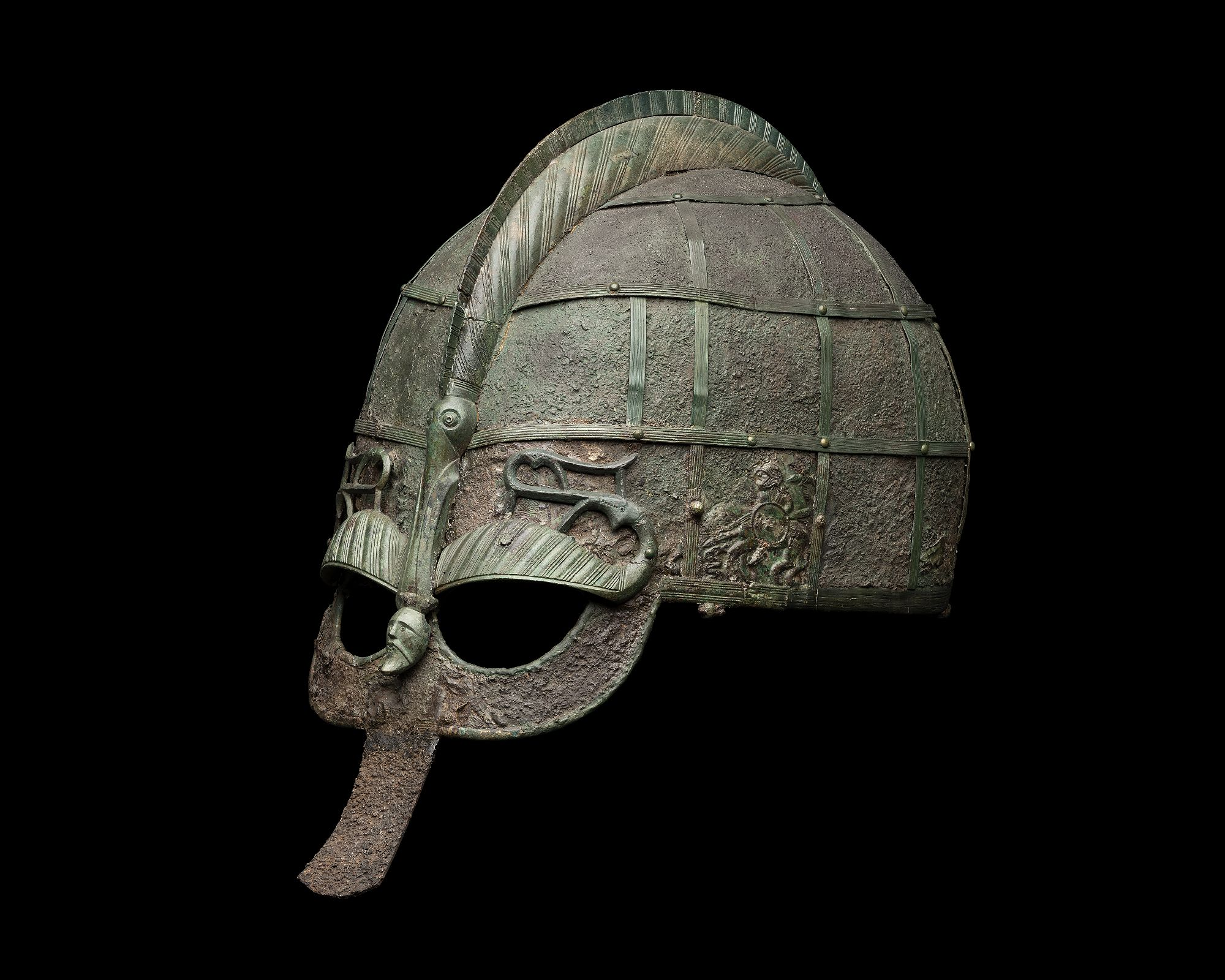
Prakthjälmen av järn med bronsbeslag från 600-talet från båtgravfältet i Vendel, Uppland (båtgrav 1), daterad till vendeltid (550–793 e.Kr.).

Statens historiska museum är ett av Sveriges ledande museer, som har rika samlingar av såväl profana som kyrkliga föremål från medeltiden. Internationellt sett är det berömt för sina förhistoriska skatter och sina rika samlingar. Den äldsta svenska konsten är rikt företrädd av föremål i sten, ben och lera. Exempel på föremål, som finns i samlingarna, och som är från en tid då bruket av metaller ännu var okänt i landet, är elegant formade yxor, enkla ristningar på stenplattor och expressiva djurskulpturer, primitiva framställningar av människan, keramik som är dekorerad på ett raffinerat sätt med streck eller gropar. En blomstring av den inhemska konsten följde med bronsen, men av tidens konstsmeder användes också guldet flitigt. Smide av vapen och smycken är ofta lika fascinerande som hällristningarnas skildringar av strider och fredligt jordbrukarliv.
Under folkvandringstiden och vendeltiden (ca 400–800 e.Kr.) följde en ny och ännu rikare guldålder och utanför Uppsala, vid båtgravfältet i Vendel och Valsgärde norr om Gamla Uppsala härskade mäktiga ätter, vars stormän begravdes med rika gåvor. Området innefattade även gravfältet vid Ultuna strax intill Fyrisån, en halvmil söder om Uppsala. I samband med kyrkogårdens utvidgning vid Vendels kyrka upptäcktes år 1881 båtgravarna i Vendel. Man upptäckte elva båtgravar, varav några var plundrade. Därefter grävdes gravarna ut av Hjalmar Stolpe. De fynd man hittade var vackert dekorerade svärd med inläggningar av silver och guld och praktfulla hjälmar prydda av figurfriser pressade i tunn bronsplåt. Ytterligare tre gravar grävdes ut 1893. Vid denna tid var gravarna de rikaste som påträffats i Sverige.
De tre prakthjälmarna hittades i slutet på 1800-talet i båtgravfältet i Vendel. Den yngsta av de tre hjälmarna är av järn och med bronsdetaljer såsom utsirade kraftiga ögonbryn och en tuppkam som löper från nacken tvärs över hjässan. Ovanför ögonhålen slingrar drakliknande varelser sig upp mot pannan och vid näsroten finns ett skäggigt ansikte avbildat. Från vikingatiden har man hittat många rika silverskatter, vilket vittnar om Sveriges vida förbindelser genom både fredliga handelsfärder och krigiska erövringståg. Traditionen fån vikingatiden är ännu levande i den äldsta medeltida konsten. De intensiva förbindelserna med medeltidens konstcentra på kontinenten och i England återspeglar sig i den lokala konstnärliga egenarten i helgonskulpturer och andra kyrkliga föremål. En av dessa är Mosjömadonnan, som är en 72 cm hög polykrom träskulptur av lövträ, som föreställer jungfru Maria, den är troligen från 1100-talets mitt eller senare. Mariabilden från Mosjö socken i Närke föreställer himmelrikets drottning i en svensk version från vår äldsta kristna tid, gåtfullt glosögd och med munnen i bittert sluten båge. Hon har förlorat Jesusbarnet, som en gång suttit i hennes knä.
I museets samlingar återspeglas fynd från Öland och Gotland. På Öland skapade guld- och silversmeder verk av hög konstnärlig och teknisk kvalité, liksom i andra svenska provinser. På Gotland skildrade konstnärerna strider till lands och till sjöss resta på stenhällar, så kallade bildstenar.

### Exempel på föremål i Historiska museets samlingar
Tusentals föremål från olika tidsåldrar och i olika material finns i Historiska museets samlingar. 
Exempel från den nordiska yngre stenåldern (ca 10000–1800 f.Kr.) är Alundaälgen eller Alundayxan eller älghuvudyxan från Gammelmossen i Norrlövsta, Alunda socken, Östhammars kommun, Uppland. Alundaälgen är en stenyxa tillverkad av svart grönsten, den är 21 cm lång. Yxans ända är utformad som ett älghuvud. Den har formen av en stridsyxa med skafthål, men eggen är alldeles trubbig. Ett exempel från stenåldern i övergången till bronsåldern är Pilefyndet, Sveriges tidigaste stora depåfynd av brons. Pilefyndet är det första stora verkstadsfyndet i metall från Sverige. I fyndet finns tretton yxor, eller yxblad, samt fem dolkar och två armringar. Ett förhistoriskt fynd är Balkåkra kultföremål, som hittades i en torvmosse 1847 i Balkåkra by, Balkåkra socken, Ljunits härad, Ystads kommun i Skåne. Det har daterats till äldsta bronsåldern omkring 1500 f.Kr. Gongen från Balkåkra i Skåne är ett kultföremål eller offerfynd. Kultföremålet brukar tolkas som en trumma av brons, vilket instrumentaltekniskt innebär att den är en gong. Föremålet dateras till bronsålderns Period II (1500–1300 f.Kr.). Från slutet av bronsperioden har man i Sankt Olofs socken i Skåne i mitten av 1800-talet hittat en liten massiv kvinnofigurin av brons, Bronsåldersfigurinen från Sankt Olofs socken. Hon räknas tillhöra yngre bronsålder, 900–500 f.Kr. Bronsfigurinerna är bland arkeologer tolkade som prästinnor eller gudinnor och kopplas samman med de så kallade offerfynden av halsringar i brons som finns från samma tid. På museet finns också en rekonstruktion av den så kallade Granhammarsmannen och hans redskap från 800-talet f.Kr. Granhammarsmannen påträffades 1953 vid en dikesgrävning i närheten av Granhammars slott i Granhammar, Upplands-Bro, ett par mil nordväst om Stockholm. Det är ett manslik från bronsåldern.
Från början av 1300-talet finns Motalaspännet, som fått sitt namn av att det hittades i Motala ström. Upphittaren hette Gabriel Gabrielsson, han var ålfiskare som höll på att vittja sina ålgarn vid Kimstad kvarn år 1818 när han fick syn på den oväntade fångsten. Det rörde sig om ett stort guldspänne med gjutna gripar och drakar samt slätt välvda safirer, planslipade rubiner, smaragder och ametister i regelbunden växling. I äldre svensk smyckeshistoria står spännet i en klass för sig. Spännets släta guldskiva har en diameter av 19,2 centimeter, det är ett spänne för prelatkåpa. Dekoren har en komposition som kan erinra om rosettfönstret i en gotisk katedral, hjulformig med ekrar och i mitten en sexuddig stjärna.

## Historiska Museets chefer
Museet hanterades av Riksantikvarien fram till 1938 och var mellan 1938 och 1998 en del av Riksantikvarieämbetet:
- Bror Emil Hildebrand, 1837–1879, riksantikvarie
- Hans Hildebrand, 1879–1907, riksantikvarie
- Oscar Montelius 1907–1913, riksantikvarie
- Bernhard Salin 1913–1918, riksantikvarie
- Otto Janse 1918–23, tillförordnad riksantikvarie
- Sigurd Curman, 1923–1946, riksantikvarie och museichef till 1938

### Museidirektörer
- Birger Nerman, den förste museidirektören 1938–1955
- Museidirektörsposten vakant 1956–1967, då Bengt Thordeman och Gösta Selling var riksantikvarier
- Olov Isaksson 1967–1988, museidirektör
- Ulf Erik Hagberg  1988–1997, museidirektör
- Jane Cederqvist 1997–1998, museidirektör

### Museichefer
- Kristian Berg 1999–2005
- Lars Amréus 2006–2012
- Maria Jansén 2012–2021
- Åsa Marnell 2022-

## Galleri med några av de tidiga arkeologiska fynden

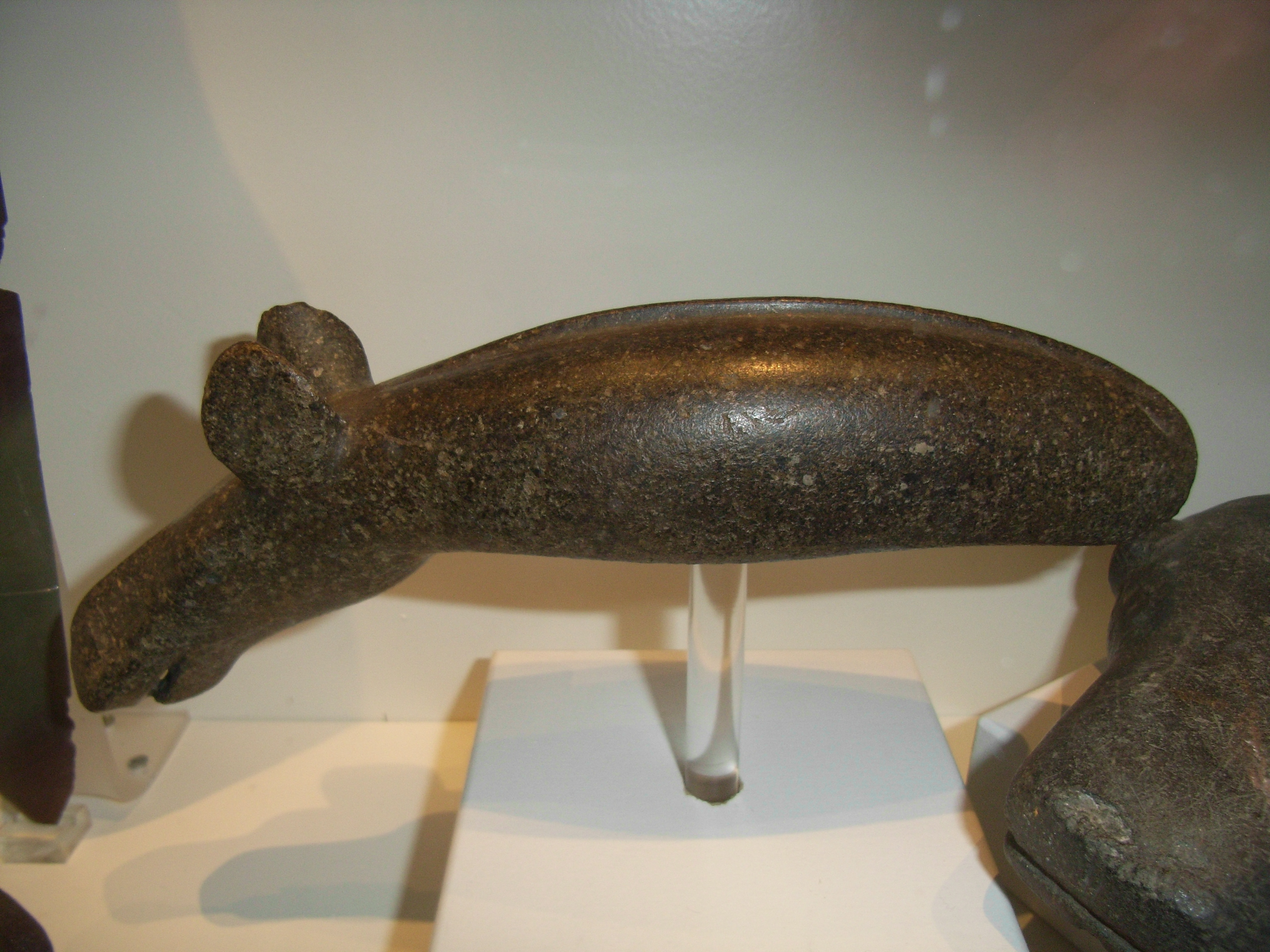
Alundaälgen från Alunda socken, Uppland, är en stenyxa tillverkad av svart grönsten från den nordiska yngre stenåldern. Yxans ända är utformad som ett älghuvud.
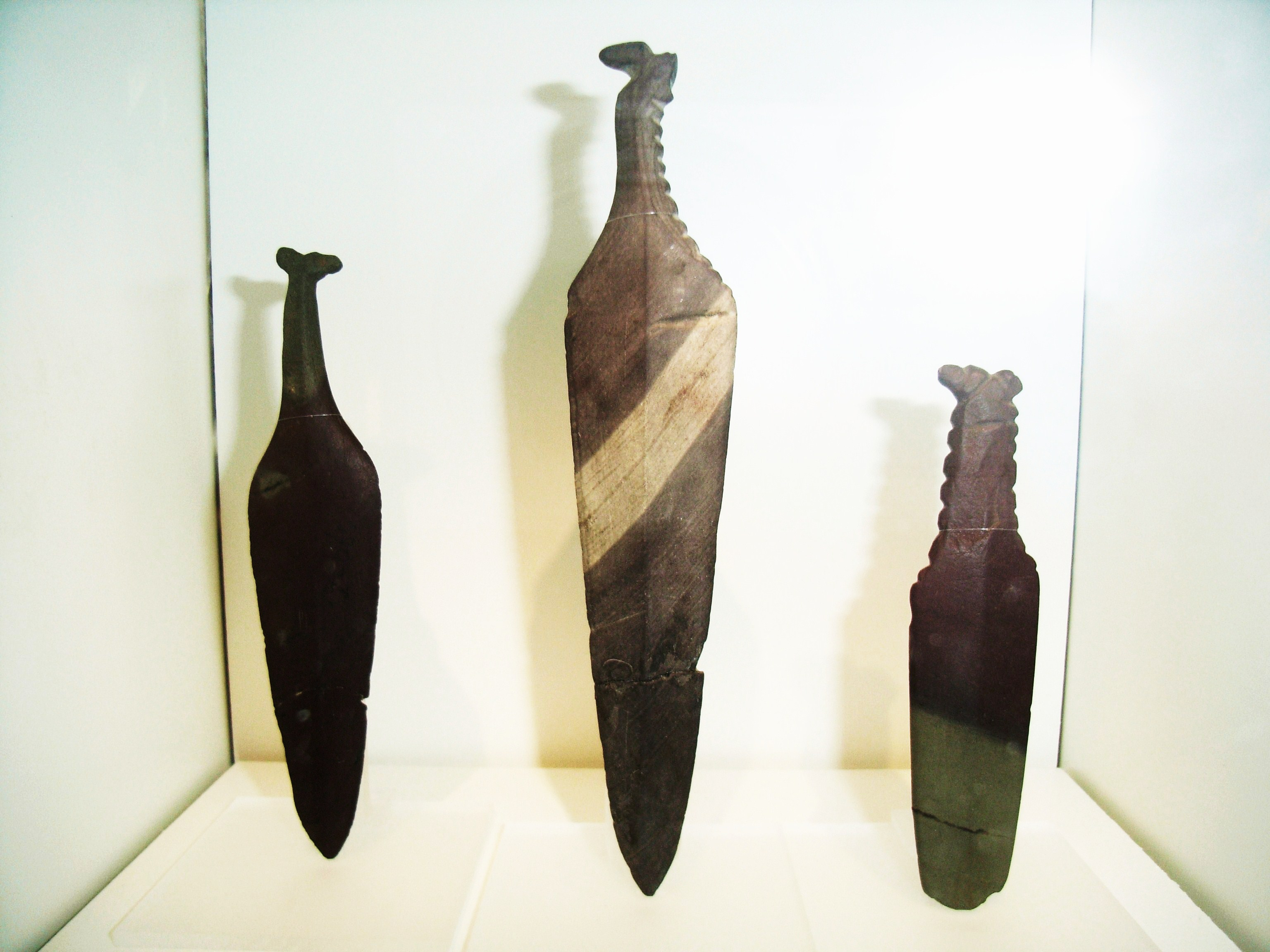
Knivar i skiffer med formade djurhuvuden från stenåldern (4000-2000 f.Kr.).
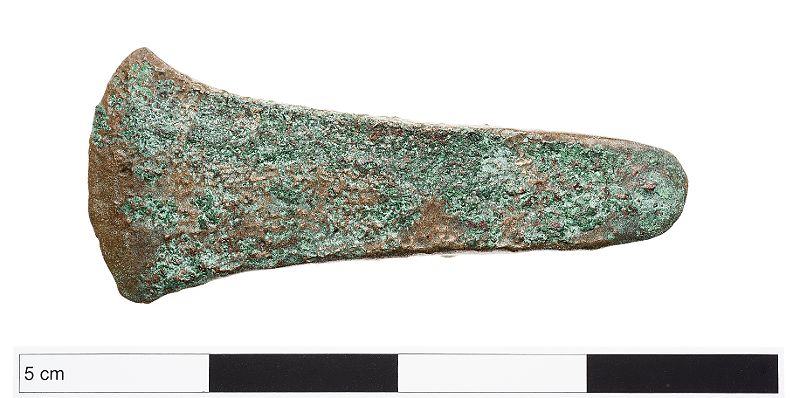
En av yxorna i Pilefyndet. Den är ett av de äldsta fynden från bronsåldern i Skåne från Pile by i Tygelsjö socken söder om Malmö. Yxan är en kopparlegering, men tennhalten är låg. Den är tillverkad i Skandinavien.
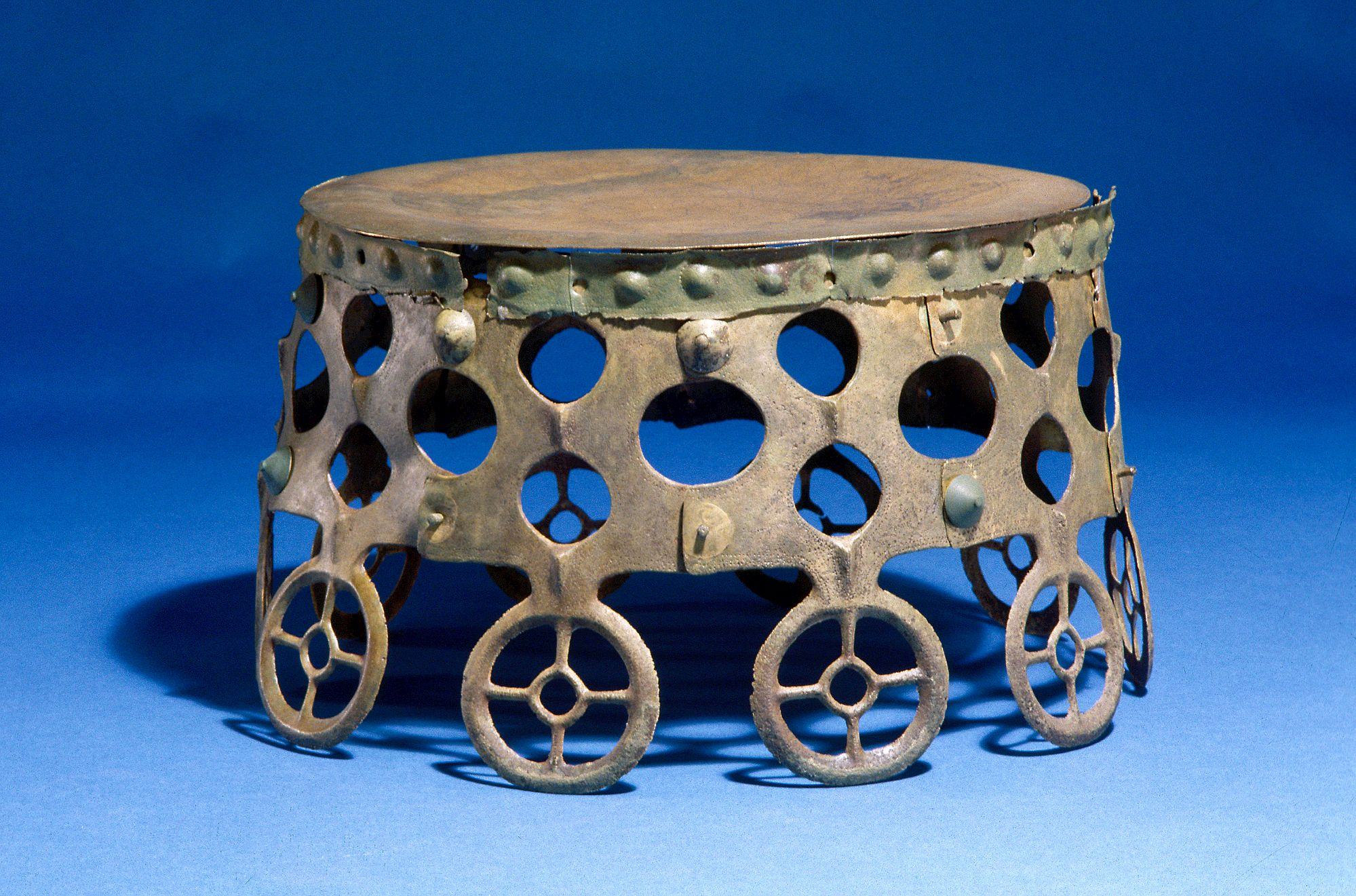
Balkåkra kultföremål. Balkåkragongen hittades 1847 i en torvmosse vid Balkåkra by, Balkåkra socken i Skåne. Föremålet dateras till äldsta bronsåldern omkring 1500 f.Kr.
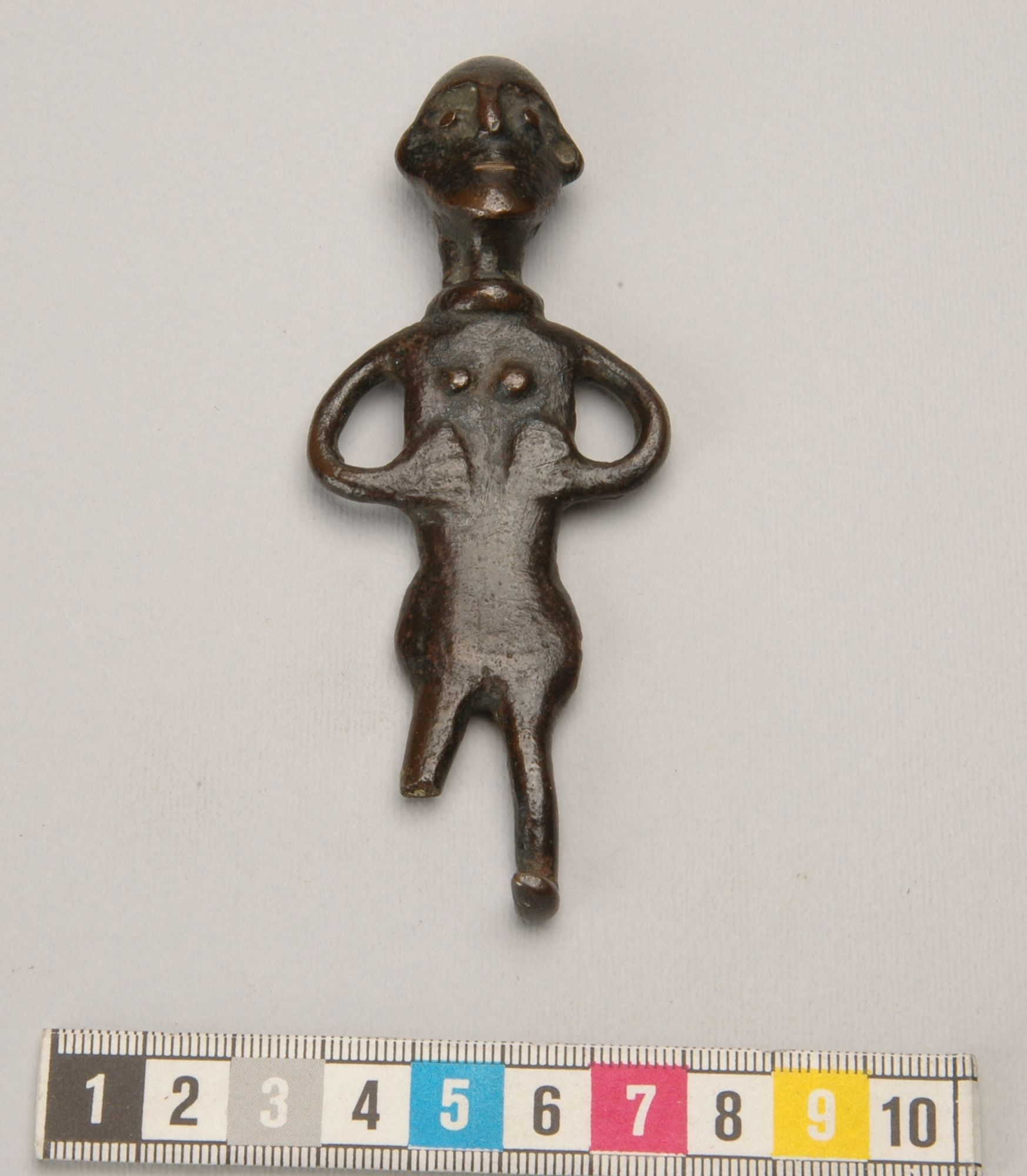
Bronsåldersfigurinen från Sankt Olofs socken, Skåne, räknas till yngre bronsålder, 900-500 f.Kr.
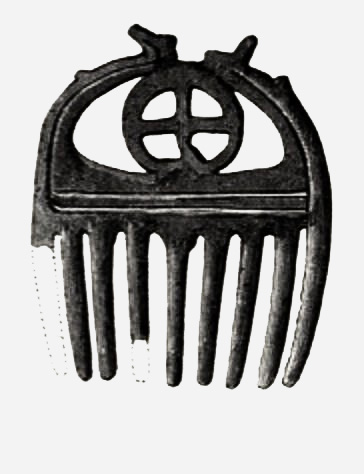
Bronskam, gravfynd från Flädje i Halland. Kammen inköptes 1852 till SHM.
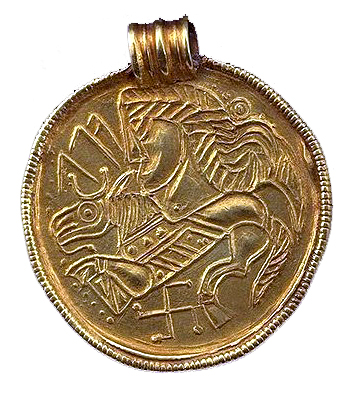
Brakteat med runinskrift från Djupbrunns söder om Visby i Hogräns socken på Gotland. Fyndet inlöstes 1873 till SHM.
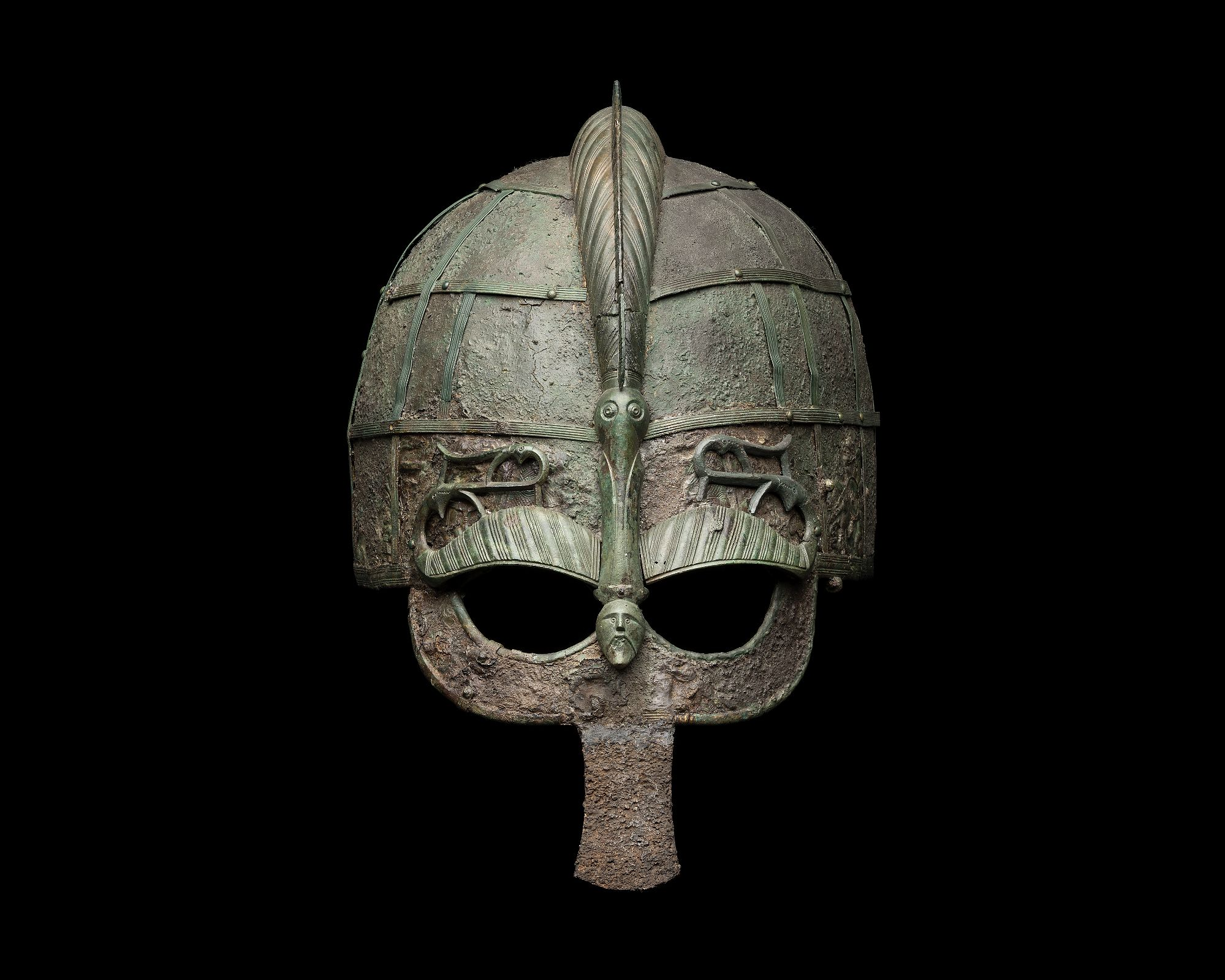
Prakthjälm i järn med bronsbeslag som hittades i båtgravfältet i Vendel, en båtgrav i närheten av Vendels kyrka norr om Gamla Uppsala, från omkring år 700 e.Kr.
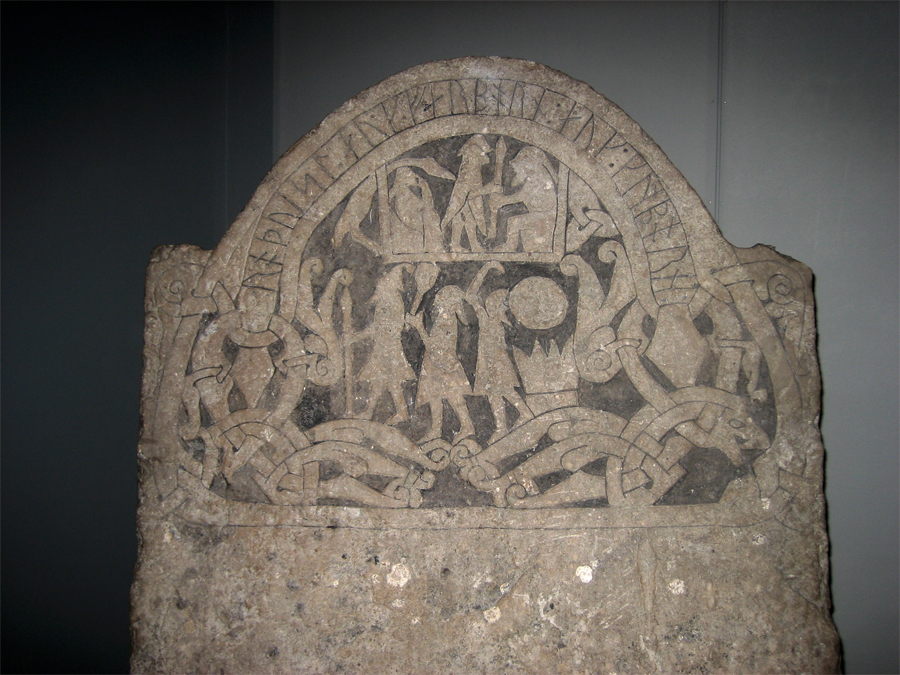
Bildsten från Gotland (G181).
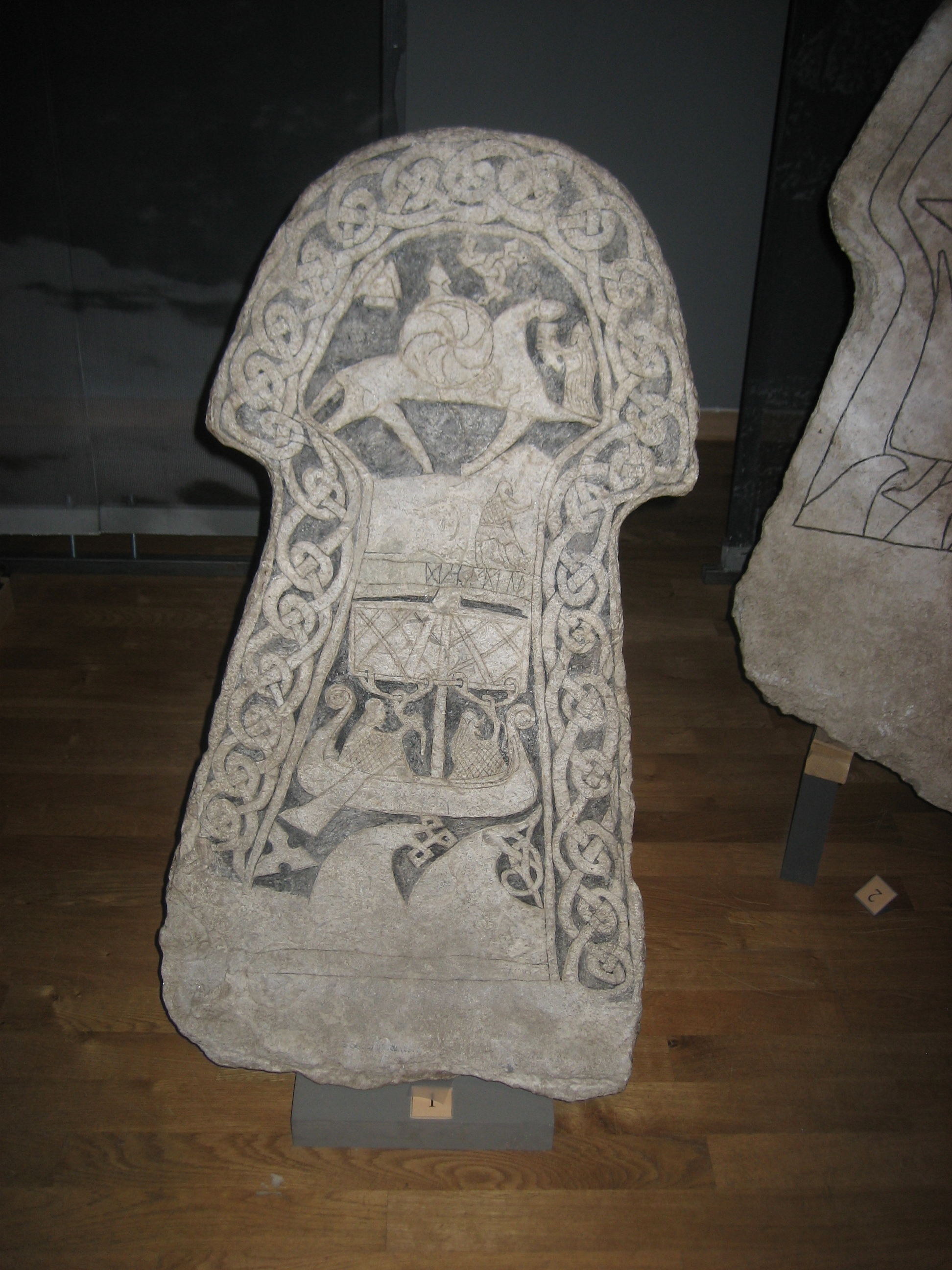
Bildsten från Lillbjärs kyrka på Gotland (G268).
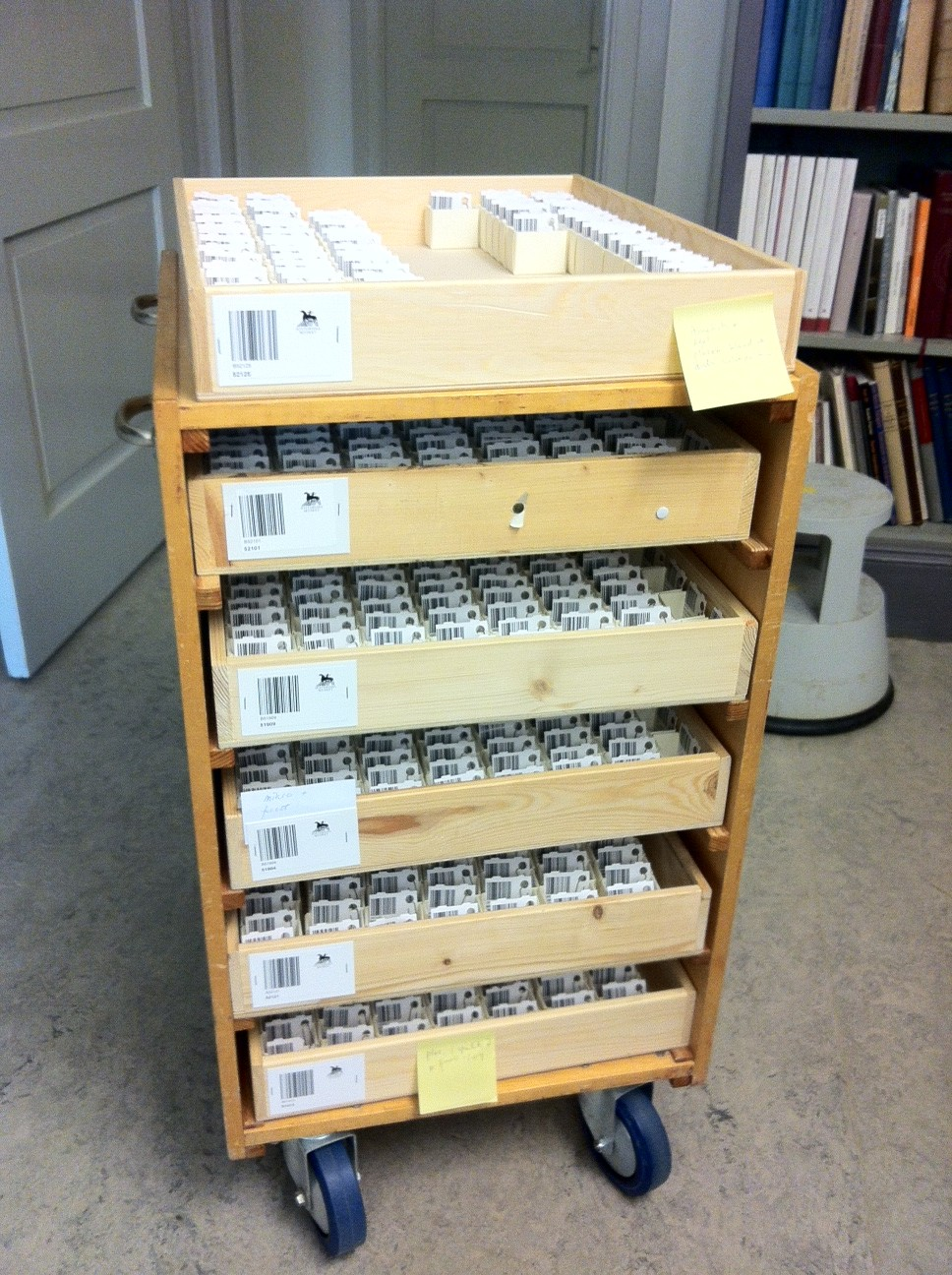
En backvagn fylld med Birkaföremål till museisamlingen.
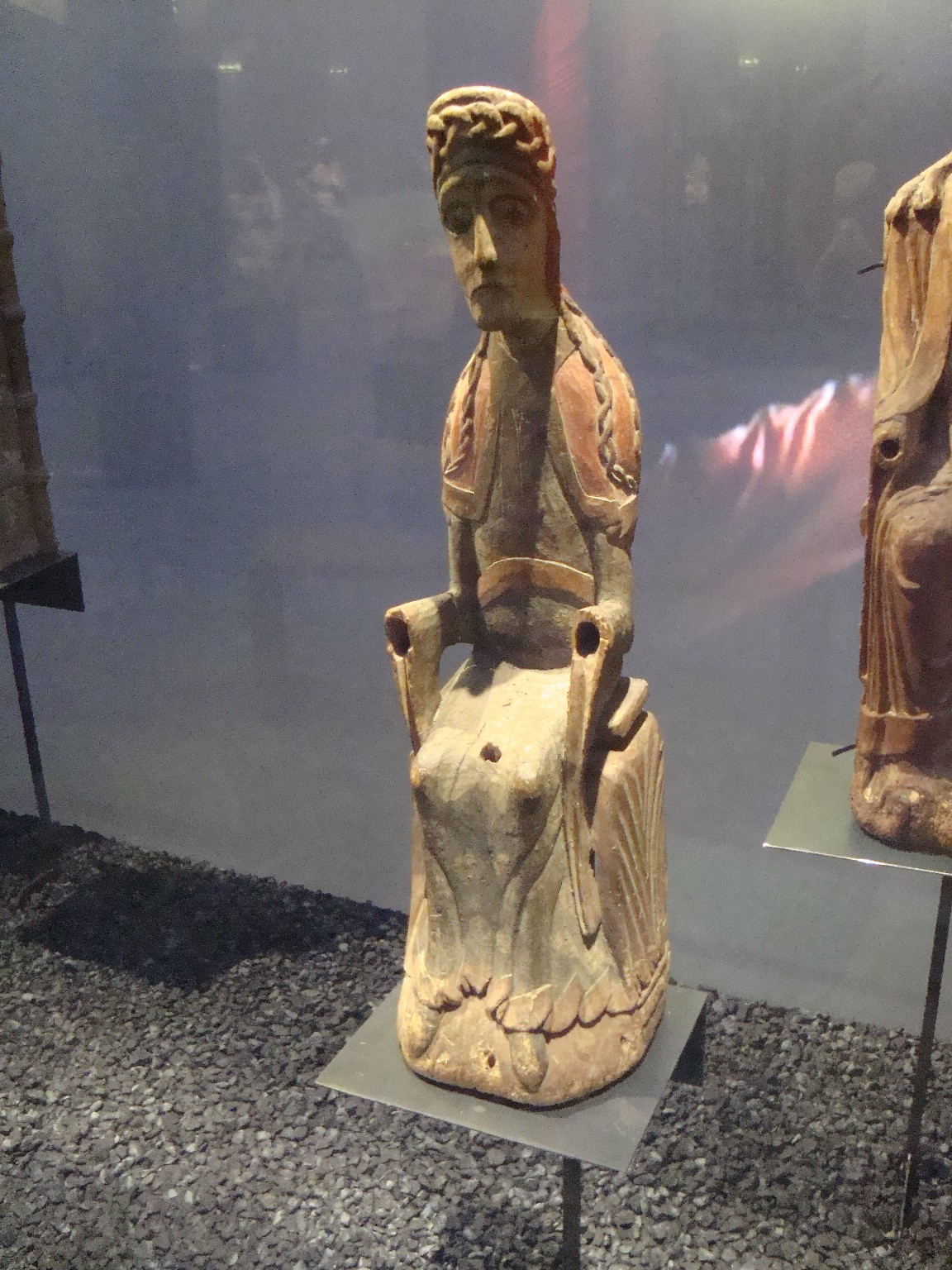
Mosjömadonnan från 1100-talet. Mariabilden från Mosjö socken i Närke, himmelrikets drottning i en svensk version från vår äldsta kristna tid, gåtfullt glosögd och med munnen i bittert sluten båge. Hon har förlorat Jesusbarnet, som en gång suttit i hennes knä.
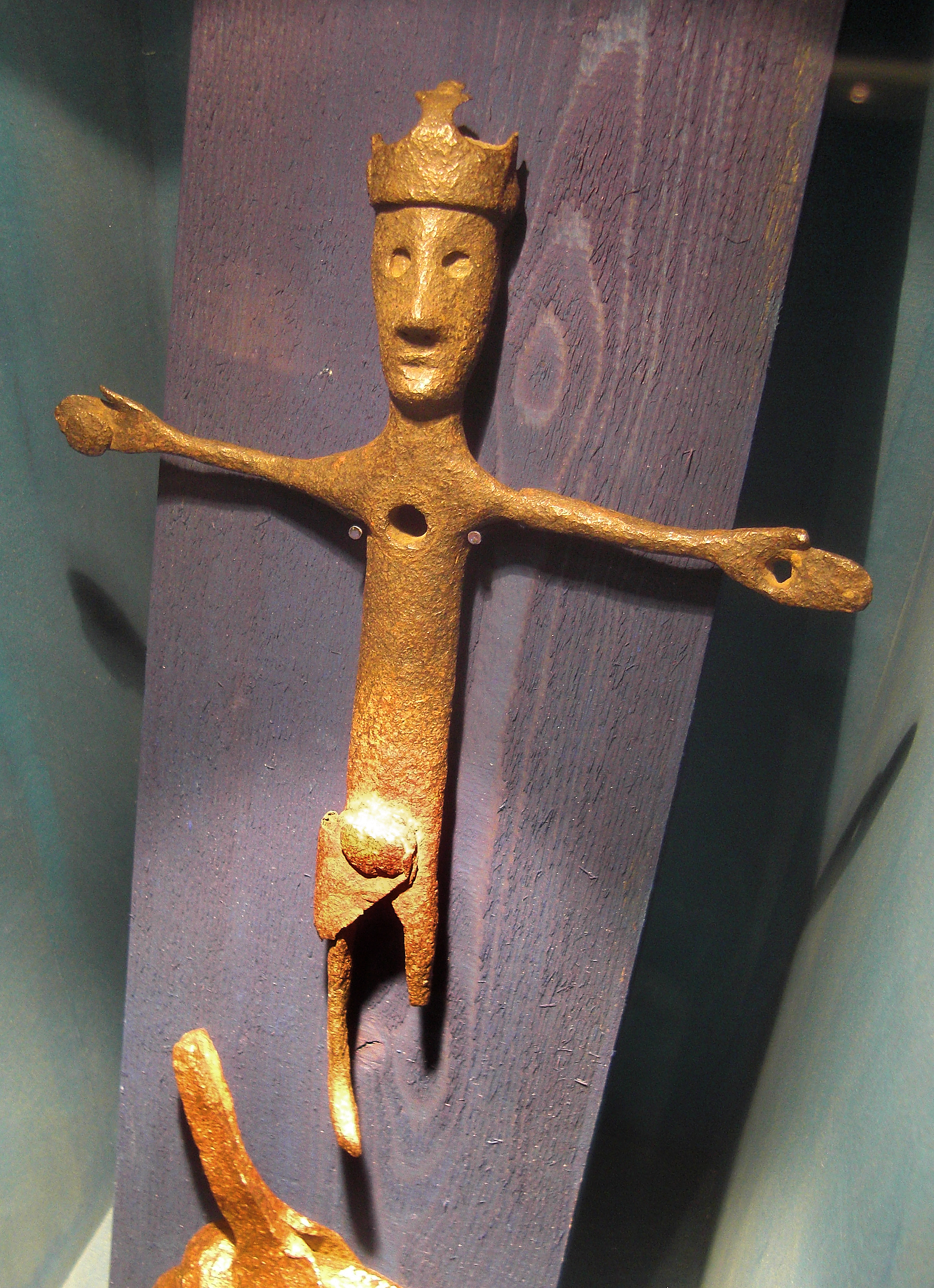
Kristusfigur från 1200-talet från Friggeråkers kyrka i Västergötland.
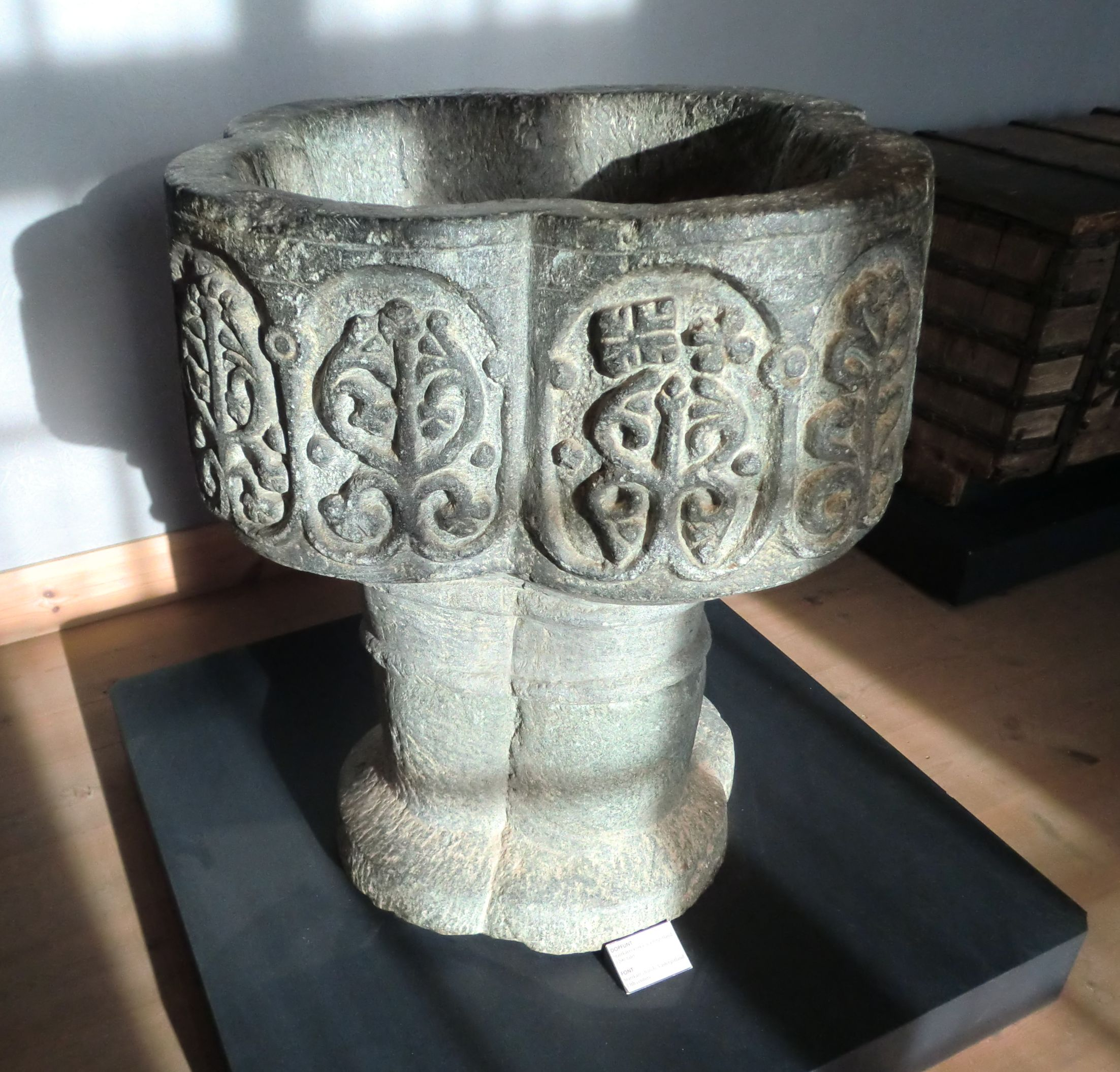
Medeltida dopfunt från 1200-talet från Starrkärrs kyrka i Västergötland.
Motalaspännet, även kallat Spännet från Kimstad. Guldspännet från Motala ström, guldsmedsarbete från en ateljé i Paris i början av 1300-talet. Hittades av en ålfiskare 1818.[14]